# 逗子開成中学校・高等学校
逗子開成中学校・高等学校（ずしかいせいちゅうがっこう・こうとうがっこう）は、神奈川県逗子市新宿に所在し、中高一貫教育を提供する私立男子中学校・高等学校。
高等学校において、生徒を募集しない完全中高一貫校。略称は「逗開」、「逗子開」。神奈川県で最も歴史の古い私立男子校である。

## 沿革

### 創設
1903年、東京府北豊島郡日暮里町（現：東京都荒川区西日暮里）にある開成中学校の分校第二開成中学校として設立された。創設者の田邊新之助は当時開成中学校の校長で、哲学者田邊元の実父。大日本帝国海軍による横須賀海軍鎮守府の軍人の子弟教育の要請を受けてのことであった。東京本校である開成中学校の生徒のうち、学業についていけない者や、体が弱く大自然の中での療養が必要だとされた者は、神奈川の分校である第二開成中学校に一時的に転校させられたことも多かった。1909年、独立組織となり逗子開成中学校に改名する。

#### ボート遭難事故
改名翌年の1910年1月23日、休日に無断で学校所有のボートを海に出した生徒ら12人が七里ヶ浜沖で遭難し、全員死亡する事故が発生した。捜索は地元漁船などの他に横須賀鎮守府の駆逐艦2隻の出動もあり、また当時葉山御用邸で静養中であった皇太子嘉仁親王（のちの大正天皇）が急遽逗子開成を訪問した。社会科教師の石塚巳三郎は当時、学生寮の監督（舎監）を担当し、艇庫の管理も石塚の担当であった。やがて世間の風潮は事故から監督・管理不行き届きによる事件へと変貌した。新聞紙上に実名が掲載された石塚は世間のさらし者となり、遺族らの恨みを買い、学校を去った。田邊新之助は東京本校の校長を引責辞任し、莫大な損害賠償による学校存続危機に対応するため数年間逗子開成校長職に留まった。この事故の補償のため、当時経営母体が同一であった鎌倉女学院が所有地の売却などをした。のちに同女学院教諭の三角錫子の作詞で鎮魂歌として「真白き富士の根」（七里ヶ浜の哀歌）が作られ、遭難地点に近い稲村ヶ崎に慰霊碑を建立した。石塚の息子である宮内寒弥は、事件をもとにした小説『七里ヶ浜』を1978年に発表し、平林たい子文学賞を受賞。遭難生徒たちは不良で江の島へ「鳥撃ち」に行くためにボートを出しており、その中には三角との恋仲が噂される生徒（木下三郎、5年生）もいたが、宮内は同小説でこの噂を否定している。この事故の日曜日、石塚は転勤する同僚を見送った後、体育教師の三村永一（生徒監）と鎌倉を散策していた。三村の目的は石塚と三角との縁談であった。しかし皮肉にも三角が披露した合唱曲による遭難生徒の美化が石塚を窮地に追いやり、石塚は何もかも決別して西へ旅立った。

### 戦前・戦中期
太平洋戦争前は帝国海軍の退役将官が校長を歴任し、学年を「中隊」・学級を「小隊」と改称したり、「振武隊」と称する楽隊（現在の吹奏楽部）を作って軍艦行進曲を演奏させるなど、校風はきわめて軍隊調となっていった。これらの海軍寄りの校風から卒業後の進路として海軍兵学校を志す者も多く、終戦を迎えるまで逗子開成は半ば海軍兵学校の予備校のようになっていた。

### 戦後
太平洋戦争後、学制改革に伴い、逗子開成中学校・高等学校が設置され、1953年 （昭和28年）には創立50周年を迎えた。その時には教職員86名、生徒数1910名を数える大規模な学校に発展していた。
戦後は帝国海軍の消滅に伴ってエリート校としての地位を失う。1960年（昭和35年）には学園の教育改善と近代化をめぐる紛争が経営側と教職員組合との間で起こり、神奈川県知事の斡旋を仰ぐ事態にまで混乱した。また学校の経営方針に不満を抱く生徒会が同盟休校を敢行したり、校内の風紀は次第に荒廃してゆく。
また、高度経済成長期の公立教育の充実の中、逗子開成中学校への志願者は年々減少し、1973年（昭和48年）には中学校生徒募集中止を余儀なくされた。しかしこの時期、運動部の活動が非常に盛んで、全国レベルの選手を多数生み出していたのは事実である。
その当時逗子開成にしかプールがなく横三地区の学校の水泳部がプールを借りに来ていた。

#### 八方尾根遭難事故
1980年12月に山岳部が八方尾根で遭難し6名が死亡した。

### 近年
その後、1984年に旧経営陣を一掃し自ら理事長兼校長となった徳間康快の下で種々の改革が行われた。その中軸となったのが中等部再設置である。1985年の募集再開から、徐々に中高6か年コース生徒の割合を増やして一貫教育によるエリート化が図られ、2003年からは高校3か年コースの募集が廃止された。これにより、横浜南部から湘南・三浦半島にかけた地区において有数の進学校へ成長を遂げた。徳間はこの他にも、後述のような立地を活かした「海洋教育」や、名作映画による情操育成を目的とする「映像教育」などを推進した。
2003年に創立百周年を迎えるのに際して、1990年代末から大規模な校内の改装工事が行われ、校舎リニューアル・新プール建設・全館冷暖房設置・敷地周囲の塀撤去など、施設の充実が図られた。

### 年表
- 1903年（明治36年） - 私立東京開成中学校の分校として、第二開成学校を開校（4月）。現在地に移転（9月）。
- 1904年（明治37年） - 中学校として正式認可を受ける（5月）。
- 1907年（明治40年） - 東京開成中学校から独立、私立逗子開成中学校と改称（7月）。
- 1910年（明治43年） - 七里ヶ浜沖ボート遭難事故（1月）。追悼法会で鎌倉女学校生徒により「七里ヶ浜の哀歌（真白き富士の根）」が歌われる（2月）。
- 1925年（大正14年） - 校歌（作詞：井上司朗、作曲：弘田龍太郎）制定[8]。
- 1928年（昭和3年） - 校章のペン・剣の交叉の上の「二」を「桜花」に改める（4月）。
- 1931年（昭和6年） - 学校を財団法人化（12月）。
- 1947年（昭和22年） - 財団法人逗子開成学園と改称し、新制逗子開成中学校設置（4月）。校舎連続放火事件発生（4月・6月・7月）。
- 1948年（昭和23年） - 新制逗子開成高等学校設置（4月）
- 1951年（昭和26年） - 財団法人から学校法人へと改組（3月）。
- 1953年（昭和28年） - 定時制高等学校を新設（2月）。
- 1961年（昭和36年） - 教職員の解雇を巡り、教職員組合と学校側が紛争状態に陥る（3月）。学校運営への不満により、生徒会が同盟休校（ストライキ）を決行（6月）。
- 1967年（昭和42年） - 定時制高等学校廃止
- 1973年（昭和48年） - 中学校生徒の募集中止決定（1月）。
- 1980年（昭和55年） - 山岳部部員5名と顧問教諭1名、北アルプス八方尾根で遭難（12月）。
- 1981年（昭和56年） - 八方尾根遭難者が全員遺体で発見（5月）。
- 1982年（昭和57年） - 八方尾根事故の責任所在を巡って生徒遺族と学校との交渉が決裂、遺族側が学校へ総額4億1千3百万円の損害賠償を求める民事訴訟を横浜地方裁判所に提起（5月）。
- 1984年（昭和59年） - 八方尾根事故裁判で遺族と和解成立（1月）。八方尾根遭難者の合同慰霊祭（4月）。
- 1986年（昭和61年） - 中学校再開 中学・高校の校章を「ペンと剣と桜花」に統一（4月）。
- 1989年（平成元年） - 3学期制を2学期制に変更（4月）。
- 1998年（平成10年） - 週5日制実施（4月）
- 2003年（平成15年） - 高等学校入学者募集廃止（3月）。第1回アメリカ合衆国長期留学開始（8月）。
- 2006年（平成18年） - 専門科目校舎3棟（理科棟・芸術棟・K++棟）を改修。旧理科棟がメディア棟に、旧芸術棟が理科棟に、旧K++棟が芸術棟にそれぞれ転用された。
- 2009年（平成21年） - 徳間記念ホール隣の早稲田大学研修センターを購入し逗子開成研修センターと改称。本館1階の自習室を研修センター1階に移動、2階は宿泊施設となった。
- 2018年（平成30年） - 逗子開成中学校・高等学校吹奏楽部が創部90周年コンサート[9]を横須賀市文化会館で実施。矢部政男氏作曲「Block K」初演。

## 特徴
正規授業の枠内では海に近接した立地を生かしておよそ1.5kmの遠泳やヨット実習（中学校のみ）などを行う「海洋教育」、校内に設けられた本格的な映写施設（徳間記念ホール）を用いて世界の映画を年数回鑑賞する「映像教育」などの特徴的な教育活動を行っている。
また、中学3年次にニュージーランド、高校2年次には日本国内を含む東アジア各国やオーストラリア（生徒が選択する）への研修旅行が実施される。国際交流が主な目的となっているが、現地観光も行うなど修学旅行としての側面もある。さらに、希望者は夏休みを利用した海外研修や1年間のカナダ長期留学などが可能である。

## アクセス
- JR横須賀線逗子駅・京急逗子線逗子・葉山駅 徒歩12分[10]

## 部活動
演劇部は2019年の全国高等学校総合文化祭で最優秀賞を受賞している。
- 運動部 - 空手道、剣道、硬式テニス、サッカー、柔道、水泳、卓球、バスケットボール、バドミントン、バレーボール、野球、ヨット、陸上競技
- 文化部 - 囲碁、インターアクト、演劇、奇術、軽音楽、コンピュータ、サブカルチャー研究、社会科学、将棋、吹奏楽、生物、美術、鉄道研究、電気、フィジカルアート、フィッシング、物理化学、文芸、和太鼓、写真

## 著名な出身者

### 政治・行政
- 橋本龍伍 - 厚生大臣、大蔵省官僚、橋本龍太郎の父親
- 篠原豪 - 衆議院議員（立憲民主党）
- 山田俊介 - 第42代青森県知事、第35代福岡県知事、第2代逗子町長、第1・2・3・4代逗子市長、逗子開成学園理事長
- 廣枝音右衛門 - 台湾総督府警察の警察官
- 土田慎 - 衆議院議員（自由民主党）
- 冨吉榮二 - 農民運動家、逓信大臣、退学[注釈 10]

### 教育・学術
- 小畠郁生 - 古生物学者
- 横尾義貫 - 建築学者、建築教育者
- 吉野敬介 - 予備校講師

### 企業・実業
- 徳間康快 - 徳間書店創業者・社長、逗子開成高等学校長・逗子開成学園理事長
- 上村英輔 - 日本石油社長、逗子開成学園理事長

### 文化・芸術
- 三村明 - 映画監督、カメラマン
- 鈴木竹柏 - 日本画家
- 奥村博史 - 洋画家、工芸家、平塚らいてうの夫
- 徳山璉 - 声楽家（バリトン）、歌手
- 竹田悠一郎 - 演出家（宝塚歌劇団）
- 瀧川鯉丸 - 落語家
- 安部譲二 - 作家、中退
- 平野威馬雄 - 詩人、仏文学者、中退

### 芸能・マスコミ・エンタメ
- hide（松本秀人） - X JAPANのギタリスト[注釈 11]
- 川地民夫 - 俳優
- 小杉十郎太 - 声優
- 谷啓 - コメディアン、俳優
- 円谷弘之 - 歌手
- 長谷川康 - テレビドラマのディレクター
- 堀内賢雄 - 声優
- 南川直 - 俳優
- 三宅弘城 - 俳優
- 吉村明宏 - タレント
- 門田和弘 - 山形放送アナウンサー
- 岡田時彦 - 俳優、中退
- 和田侑也 - 九州朝日放送アナウンサー
- 大下哲矢 - 俳優
- 橋山メイデン - お笑い芸人

### スポーツ・その他
- 荒岡昭 - 元プロ野球選手
- 金彦任重 - 元プロ野球選手
- 原田八州生 - 元プロ野球選手
- 久保寺昭 - 元プロ野球選手
- 棟居進 - 元プロ野球選手
- 宮崎一夫 - 元プロ野球選手
- 服部信雄 - 元バスケットボール選手
- 小池一守（英語版） - 元カヌー選手
- 原貫太 - フリーランス国際協力師、ジャーナリスト
- 花山院親忠 - 神職、侯爵

## 関連人物
- 田邊元 - 哲学者、創設者田辺新之助の息子
- 橋健三 - 漢学者、三島由紀夫の祖父、第二開成中学校幹事
- 国分三亥 - 検察官僚、朝鮮総督府官僚、逗子開成中学校理事長
- 鹿江三郎 - 海軍軍人、教育者、逗子開成中学校長
- 岡田三善 - 海軍軍人、政治家、逗子開成中学校長
- 奥宮衛 - 海軍軍人、政治家、逗子開成中学校長
- 三木愛花 - ジャーナリスト、逗子開成中学校漢文講師
- 逗子八郎（井上司朗） - 歌人、逗子開成学園校歌作詞、逗子開成中学校講師（英語、国語、漢文）
- 弘田龍太郎 - 作曲家、逗子開成学園校歌作曲
- 小長谷宗一 - 作曲家、逗子開成吹奏楽部演奏曲「Japanese tune」（日本の調べ）作曲
- 團伊玖磨 - 作曲家、逗子開成讃歌「海」作曲
- 三船久蔵 - 柔道家、逗子開成中学校柔道指導者
- 高野佐三郎 - 剣道家、逗子開成中学校剣道指導者
- 徳間康快 - 実業家、逗子開成中学校卒業生、逗子開成高等学校長、逗子開成学園理事長
- 山田俊介 - 政治家、ボート事故の同乗を断念した小学生、逗子開成中学校卒業生、逗子開成学園理事長
- 上村英輔 - 経営者、ボート事故の同乗を断念した小学生、逗子開成中学校卒業生、逗子開成学園理事長
- 宮内寒弥 - 小説家、ボート事故で辞職した社会科教師石塚巳三郎の息子、ボート事件をもとに小説『七里ヶ浜』発表
- 菅沼五郎 - 彫刻家、ボート事故慰霊像制作
- 三角錫子 - 教育者、ボート事故鎮魂歌「真白き富士の根」作詞、弟3人が東京開成中学校出身[注釈 12]、石塚巳三郎教諭と見合い予定があった[5]
- 神田鐳蔵 - 実業家、ボート事故の債務を引き受け校主（学校経営責任者）となる
- 大浦兼武 - 政治家、ボート事故後の学校の経営難に神田鐳蔵を斡旋
- 松尾寛三 - 実業家、ボート事故犠牲者松尾寛之の父
- 松尾臣善 - 日銀総裁、ボート事故犠牲者松尾寛之の叔父
- 東郷慎十郎 - 篤志家、共立学校卒業生、第二開成中学校に千円の寄付

## 関連学校

### 姉妹校
- Rangitoto College

### かつての系列校
- 開成中学校・高等学校
- 鎌倉女学院中学校・高等学校[注釈 13]